# Tim Clerbout
Tim Clerbout, (Dendermonde, 13 oktober 1981) is een Belgische voormalige atleet, die zich had toegelegd op 1500 m en het veldlopen. Hij nam deel aan de wereldindoorkampioenschappen en de Europese kampioenschappen en veroverde één Belgische titel.

## Biografie

### Piste
In 2003 veroverde Clerbout zijn eerste Belgische titel op de 1500 m. Het jaar nadien kon hij zich op deze afstand plaatsen voor de WK indoor in Boedapest, waar hij werd uitgeschakeld in de series.
Clerbout wist zich in 2005 te plaatsen voor de Europese indoorkampioenschappen en in 2006 voor de EK in Göteborg. Hij werd telkens uitgeschakeld in de reeksen.

### Veldlopen
In het veldlopen was Clerbout gespecialiseerd in de korte cross. Hij won tweemaal de Crosscup en nam ook tweemaal deel aan de wereldkampioenschappen.

### Clubs
Clerbout was aangesloten bij AC Lebbeke en Lebbeekse Atletiek Toekomst.

### Ontslag
Eind 2007 verloor Clerbout zijn profcontract. Hij wilde naar de rechtbank stappen om dit ontslag aan te vechten, maar zag hier later vanaf.

## Belgische kampioenschappen
| Onderdeel | Jaar |
| --------- | ---- |
| 1500 m    | 2003 |

## Persoonlijke records
Outdoor
| Onderdeel | Prestatie | Datum            | Plaats      |
| --------- | --------- | ---------------- | ----------- |
| 800 m     | 1.47,05   | 2 juli 2005      | Oordegem    |
| 1000 m    | 2.21,66   | 30 augustus 2002 | Brussel     |
| 1500 m    | 3.37,50   | 31 juli 2004     | Heusden     |
| 3000 m    | 7.52,16   | 24 augustus 2002 | Tessenderlo |
| 5000 m    | 13.59,80  | 27 juli 2002     | Ninove      |

Indoor
| Onderdeel | Prestatie | Datum            | Plaats   |
| --------- | --------- | ---------------- | -------- |
| 800 m     | 1.50,52   | 7 januari 2007   | Dortmund |
| 1500 m    | 3.42,57   | 6 februari 2005  | Gent     |
| 3000 m    | 8.08,31   | 10 februari 2002 | Gent     |

## Palmares

### 1500 m
- 2003:  BK AC – 3.58,65
- 2004:  BK indoor AC – 3.42,85
- 2004: 9e in series WK indoor in Boedapest – 3.45,81
- 2004:  BK AC – 4.01,07
- 2005:  BK AC – 3.57,74
- 2005: 12e in series EK indoor in Madrid – 3.51,89
- 2005: 9e in series EK in Göteborg – 3.48,43
- 2006:  BK AC – 3.56,23
- 2007:  BK indoor AC – 3.53,73

### 5000 m
- 2003: 13e EK U23 in Bydgoszcz – 14.34,55

### veldlopen
- 2002:  Crosscup (korte cross)
- 2002: 106e WK (korte cross) in Dublin
- 2003:  BK korte cross in Oostende
- 2003: 97e WK (korte cross) in Lausanne
- 2005:  Crosscup (korte cross)
- 2006:  BK korte cross in Oostende